# Владения Норвегии

Территории Норвегии

Владения Норвегии — совокупность всех территорий мира, когда-либо находившихся во владении или вассальной зависимости от Норвегии.

## История
В период с IX по середину XV века норвежские викинги предпринимали успешные попытки экспансии и талассократической колонизации различных групп островов Северной Европы. Тогда Норвегия владела Гебридскими островами и островом Мэн (Королевство Островов), Оркнейскими, Шетландскими, Фарерскими островами, имела поселения в Шотландии, Ирландии, Исландии, на южном побережье Гренландии и даже на Лабрадоре и Ньюфаундленде (см. Американские походы викингов).
Однако после 1319 года Норвежское королевство утратило свой суверенитет, последовательно становясь младшим партнёром в униях со Швецией и Данией — см. Кальмарская уния, Датско-норвежская уния, Шведско-норвежская уния. Как следствие, история норвежских владений оказалась связана с историей других скандинавских государств и потеряла самостоятельное значение.
Норвежские владения на Британских островах были утрачены к середине XV века в пользу Шотландии и Англии по экономическим причинам. В XVII веке Норвегия по результатам неудачливых датско-шведских войн уступила несколько своих континентальных пограничных провинций в пользу Швеции. В результате разгрома наполеоновской Франции, после очередной смены Норвегией партнёра по унии с Дании на Швецию остававшиеся норвежскими заморские земли — Исландия, Гренландия и Фарерские острова — по условиям Кильского мира (1814) оказались в собственности Дании.
Новый этап норвежской экспансии пришёлся лишь на начало XX века, который страна встретила бурным подъёмом национального самосознания. В 1905 году путём первого в своей истории референдума она расторгла неравноправную унию со Швецией и низложила шведского короля Оскара II, на норвежский престол вступил датский принц Карл, принявший имя Хокона VII. Молодая нация ощущала потребность в сугубо национальных атрибутах и политических шагах с целью утвердить полноценность своей государственности. Одним из таких проявлений и стал норвежский экспансионизм, осложнённый тем, что ко времени обретения страной независимости практически весь мир был уже поделён. В итоге стране удалось приобрести лишь несколько необитаемых заморских земель, а также Шпицберген — см. Заморские территории Норвегии.

## Список утраченного

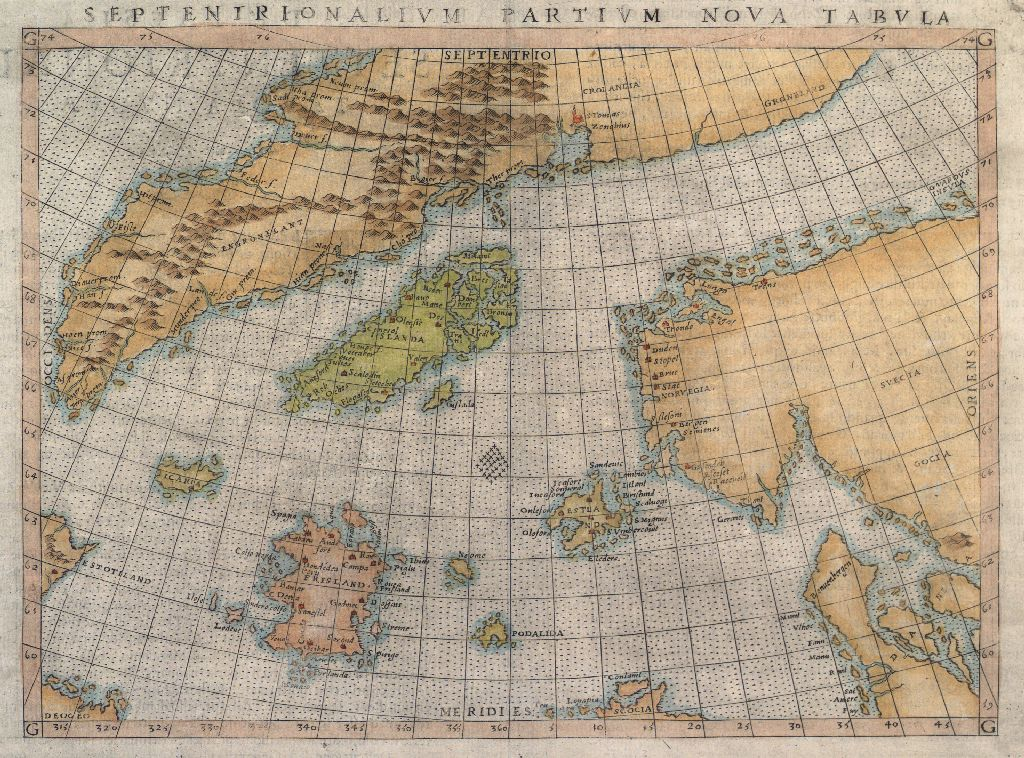
Норвегия, северная Европа и Гренландия, 1599

- Винланд, Маркланд, Хеллуланд — ?

### В пользу Шотландии и Англии
- Гебридские острова и остров Мэн (Королевство Островов) — 1098—1266
- Оркнейские острова — IX век — 1469
- Шетландские острова — IX век — 1472
- Дублин (королевство)
- Йорк (королевство)

### В пользу Дании
- Фарерские острова — IX век — 1380
- Исландия — XI век — 1380
- Гренландия — 985—1380

### В пользу Швеции
- Емтланд и Херьедален — по Брёмсебрускому миру (1645)
- Бохуслен и Трёнделаг — по Роскилльскому миру (1658)

## Экспансия XX века
- остров Ян-Майен — с 1929
- архипелаг Шпицберген — с 1920 года (с ограничениями по Парижскому договору)
- остров Буве — с 1927
- на Антарктиде:
  - остров Петра I — с 1929 (не признано международным сообществом)
  - Земля королевы Мод — с 1939 (не признано международным сообществом)

Кроме того, Норвегия предприняла неудачные попытки закрепить за собой несколько арктических земель — острова Свердрупа в Канаде, восточную часть Гренландии, а также Землю Франца-Иосифа.